# Indy NXT
La Indy NXT (precedentemente nota come Indy Lights) è una serie automobilistica propedeutica organizzata dalla IndyCar Series.
In precedenza, un'altra serie di nome Indy Lights aveva svolto lo stesso ruolo per la CART e si corse dal 1986 al 1990 con il nome di American Racing Series e dal 1991 al 2001 con il nome di Dayton Indy Lights. Il primo campione di questa categoria fu l'italiano Fabrizio Barbazza.
L'attuale serie sanzionata dalla IndyCar è stata fondata nel 2002 come Infiniti Pro Series come un modo per introdurre nuovi talenti in IndyCar, con il nome Indy Lights che è ritornato nel 2008 quando CART e IndyCar si sono unite. Per il 2023 è stato annunciato un rebranding con il nome Indy NXT.
L'appuntamento più importante in calendario è la Freedom 100, che si disputa sull'ovale di Indianapolis il venerdì precedente la 500 Miglia.

## Storia

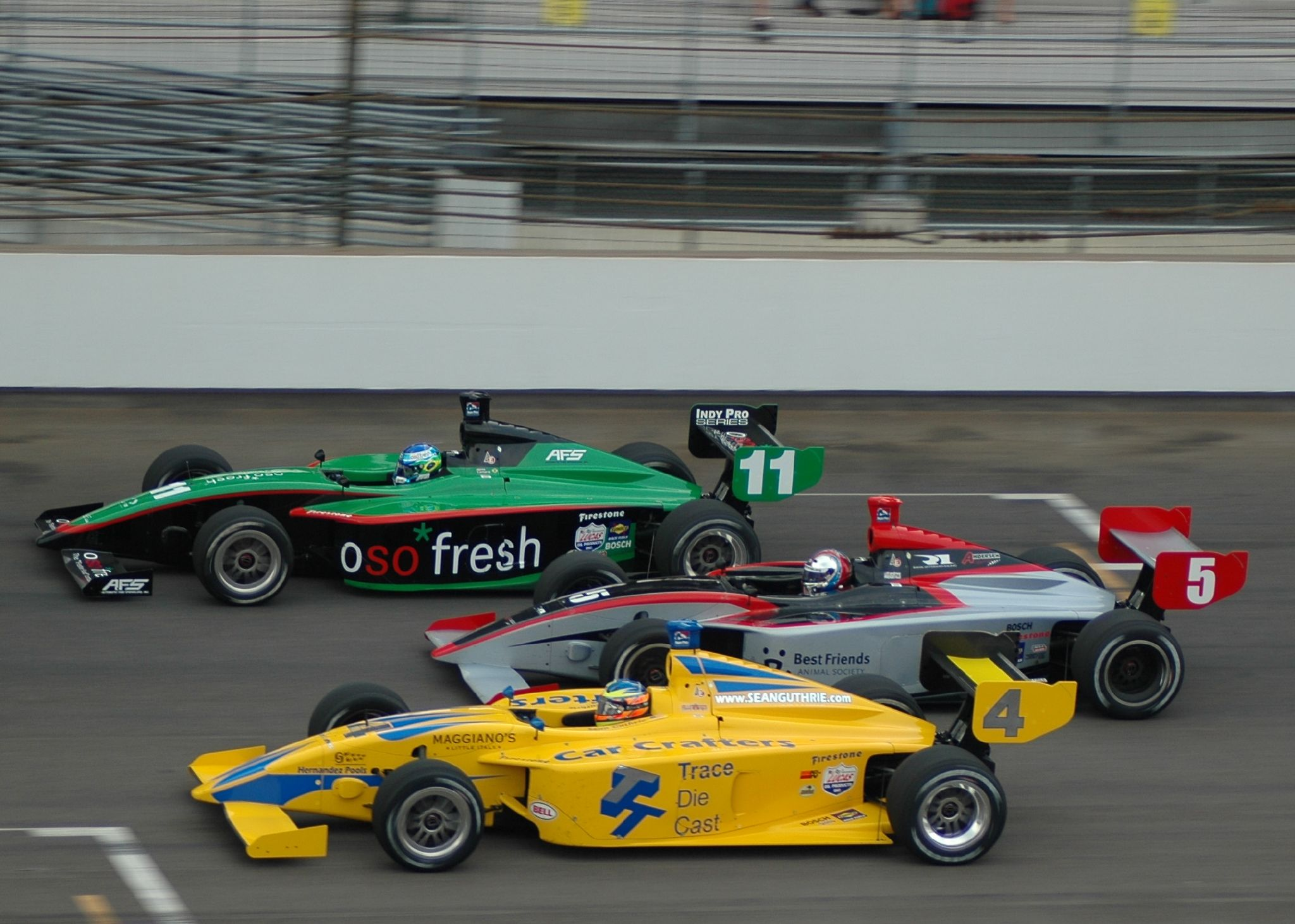
L'edizione 2007 della Freedom 100

L'attuale serie è stata fondata nel 2002 per far crescere giovani talenti da convogliare in seguito nella IndyCar. Il motore era una versione modificata del V8 da 3.5L montato sulla Infiniti Q45, in combinazione con un telaio Dallara. La serie inizialmente ha faticato parecchio ad attrarre nuovi piloti e spesso molte gare hanno visto la partecipazione di meno di 10 concorrenti. Tuttavia, grazie all'introduzione di alcune corse su tracciato stradale dal 2005, molte delle nuove promesse americane come Marco Andretti e Phil Giebler hanno partecipato saltuariamente alla serie. Nel 2006 l'incremento dei premi ha portato a uno schieramento di almeno 16 vetture, con appuntamenti divisi a metà tra circuiti ovali e stradali, e una gara indipendente dal circuito IndyCar in occasione del Gran Premio degli Stati Uniti di F1 a Indianapolis. La serie era denominata fino al 2006 Menards Infiniti Pro Series, quando sia la Menards che la Nissan, proprietaria del marchio Infiniti, abbandonarono la sponsorizzazione della serie. Fino al 2008 si è chiamata Indy Pro Series ed in seguito è stata rinominata Firestone Indy Lights. Nel 2014 Cooper Tires è diventata  fornitore ufficiale di pneumatici della serie al posto di Firestone, che è tornata a partire dal 2023. Nel novembre 2022 viene cambiato il nome in Indy NXT.

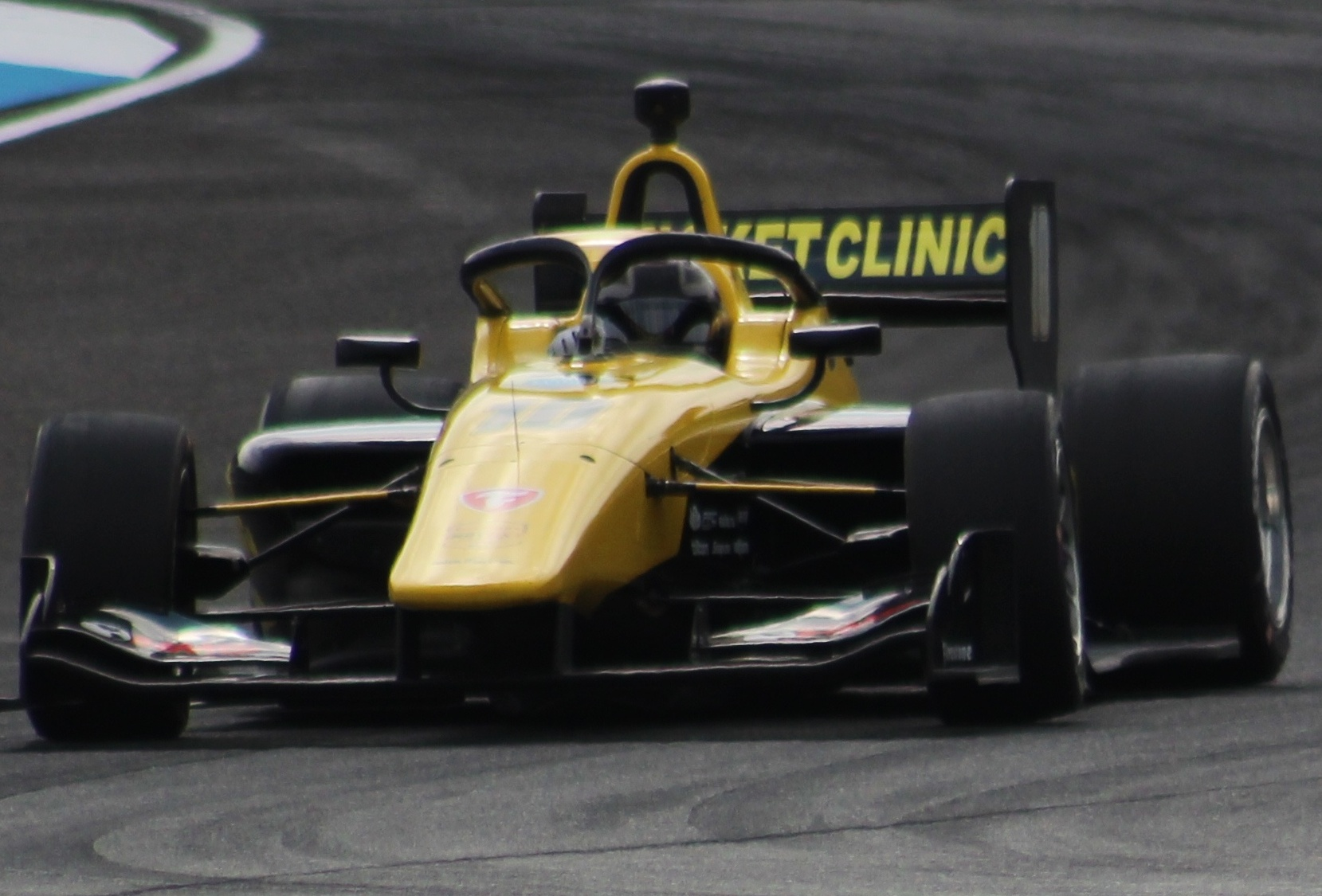
Grand Prix of Indianapolis 2023

## Albo d'oro
| Stagione                    | Pilota                                          | Team                                            | Telaio                                          | Motore                                          |
| CART American Racing Series | CART American Racing Series                     | CART American Racing Series                     | CART American Racing Series                     | CART American Racing Series                     |
| --------------------------- | ----------------------------------------------- | ----------------------------------------------- | ----------------------------------------------- | ----------------------------------------------- |
| 1986                        | Fabrizio Barbazza                               | Arciero Racing                                  | March                                           | Buick                                           |
| 1987                        | Didier Theys                                    | Truesports                                      | March                                           | Buick                                           |
| 1988                        | Jon Beekhuis                                    | Enterprise Racing                               | March                                           | Buick                                           |
| 1989                        | Mike Groff                                      | Leading Edge Motorsport                         | March                                           | Buick                                           |
| 1990                        | Paul Tracy                                      | Landford Racing                                 | March                                           | Buick                                           |
| CART Indy Lights Series     |                                                 |                                                 |                                                 |                                                 |
| 1991                        | Eric Bachelart                                  | Landford Racing                                 | March                                           | Buick                                           |
| 1992                        | Robbie Buhl                                     | Leading Edge Motorsport                         | March                                           | Buick                                           |
| 1993                        | Bryan Herta                                     | Tasman Motorsports                              | Lola                                            | Buick                                           |
| 1994                        | Steve Robertson                                 | Tasman Motorsports                              | Lola                                            | Buick                                           |
| 1995                        | Greg Moore                                      | Forsythe Racing                                 | Lola                                            | Buick                                           |
| 1996                        | David Empringham                                | Forsythe Racing                                 | Lola                                            | Buick                                           |
| 1997                        | Tony Kanaan                                     | Tasman Motorsports                              | Lola                                            | Buick                                           |
| 1998                        | Cristiano Da Matta                              | Tasman Motorsports                              | Lola                                            | Buick                                           |
| 1999                        | Oriol Servià                                    | Dorricott Racing                                | Lola                                            | Buick                                           |
| 2000                        | Scott Dixon                                     | PacWest Lights                                  | Lola                                            | Buick                                           |
| 2001                        | Townsend Bell                                   | Dorricott Racing                                | Lola                                            | Buick                                           |
| IRL Infiniti Pro Series     |                                                 |                                                 |                                                 |                                                 |
| 2002                        | A.J. Foyt IV                                    | A.J. Foyt Enterprises                           | Dallara                                         | Infiniti                                        |
| 2003                        | Mark Taylor                                     | Panther Racing                                  | Dallara                                         | Infiniti                                        |
| 2004                        | Thiago Medeiros                                 | Sam Schmidt Motorsports                         | Dallara                                         | Infiniti                                        |
| 2005                        | Wade Cunningham                                 | Brian Stewart Racing                            | Dallara                                         | Infiniti                                        |
| IRL Indy Pro Series         |                                                 |                                                 |                                                 |                                                 |
| 2006                        | Jay Howard                                      | Sam Schmidt Motorsports                         | Dallara                                         | Nissan                                          |
| 2007                        | Alex Lloyd                                      | Sam Schmidt Motorsports                         | Dallara                                         | Nissan                                          |
| INDYCAR Indy Lights         |                                                 |                                                 |                                                 |                                                 |
| 2008                        | Raphael Matos                                   | AGR-AFS Racing                                  | Dallara                                         | Nissan                                          |
| 2009                        | J. R. Hildebrand                                | AGR-AFS Racing                                  | Dallara                                         | Nissan                                          |
| 2010                        | Jean-Karl Vernay                                | Sam Schmidt Motorsports                         | Dallara                                         | Nissan                                          |
| 2011                        | Josef Newgarden                                 | Sam Schmidt Motorsports                         | Dallara                                         | Nissan                                          |
| 2012                        | Tristan Vautier                                 | Sam Schmidt Motorsports                         | Dallara                                         | Nissan                                          |
| 2013                        | Sage Karam                                      | Schmidt Peterson Motorsports                    | Dallara                                         | Nissan                                          |
| 2014                        | Gabby Chaves                                    | Belardi Auto Racing                             | Dallara                                         | Nissan                                          |
| 2015                        | Spencer Pigot                                   | Juncos Racing                                   | Dallara                                         | Mazda                                           |
| 2016                        | Ed Jones                                        | Carlin Motorsport                               | Dallara                                         | Mazda                                           |
| 2017                        | Kyle Kaiser                                     | Juncos Racing                                   | Dallara                                         | Mazda                                           |
| 2018                        | Patricio O'Ward                                 | Andretti Autosport                              | Dallara                                         | Mazda                                           |
| 2019                        | Oliver Askew                                    | Andretti Autosport                              | Dallara                                         | Mazda                                           |
| 2020                        | Stagione cancellata per la pandemia di COVID-19 | Stagione cancellata per la pandemia di COVID-19 | Stagione cancellata per la pandemia di COVID-19 | Stagione cancellata per la pandemia di COVID-19 |
| 2021                        | Kyle Kirkwood                                   | Andretti Autosport                              | Dallara                                         | AER                                             |
| 2022                        | Linus Lundqvist                                 | HMD Motorsports                                 | Dallara                                         | AER                                             |
| INDYCAR Indy NXT            |                                                 |                                                 |                                                 |                                                 |
| 2023                        | Christian Rasmussen                             | HMD con Dale Coyne Racing                       | Dallara                                         | AER                                             |
| 2024                        | Louis Foster                                    | Andretti Global                                 | Dallara                                         | AER                                             |